# Saint-Maurice (district)
Het district Saint-Maurice (Frans: District de Saint-Maurice) in het Zwitserse kanton Wallis omvat de volgende gemeenten:
| Gemeentenaam  | Inwoners (x) | Oppervlakte (km²) |
| ------------- | ------------ | ----------------- |
| Collonges     | 674          | 12,3              |
| Dorénaz       | 834          | 12,6              |
| Evionnaz      | 1.202        | 48,0              |
| Finhaut       | 447          | 22,8              |
| Massongex     | 1.699        | 6,6               |
| Mex (VS)      | 139          | 2,9               |
| Salvan        | 1.267        | 53,4              |
| Saint-Maurice | 4.516        | 7,0               |
| Vernayaz      | 1.875        | 5,7               |
| Vérossaz      | 679          | 14,3              |

Brig · Conthey · Entremont · Goms · Hérens · Leuk · Martigny · Monthey · Östlich Raron · Saint-Maurice · Sierre · Sion · Visp · Westlich Raron